# Copidosoma naurzumense
Copidosoma naurzumense is een vliesvleugelig insect uit de familie Encyrtidae. De wetenschappelijke naam is voor het eerst geldig gepubliceerd in 2003 door Sharkov, Katzner & Bragina.